# American Apathy
American Apathy è il quarto album in studio del gruppo musicale nu metal statunitense dei Dope pubblicato nel 2005.

## Tracce
1. I'm Back – 3:25
2. Survive – 3:12
3. No Way Out – 3:27
4. Always – 3:16
5. Bastard – 3:26
6. Sex Machine – 2:51
7. Four More Years – 0:17
8. Revolution – 3:39
9. Let's Fuck – 2:39
10. Fuck the World – 3:32
11. I Wish I Was the President – 4:05
12. Dream – 2:56
13. The Life – 5:08
14. People Are People (Depeche Mode cover) – 3:12

## Formazione
- Edsel Dope - basso, chitarra, voce, cori, tastiere, samples
- Virus - basso, chitarra, tastiere, cori
- Racci Shay - batteria (live)
- Brix - basso (live)